# Когут Іван Володимирович
Іван Володимирович Когут (нар. 31 серпня 1998, Зборівський район, Тернопільська область, Україна) — український футболіст, півзахисник.

## Життєпис
Народився в Зборівському районі (Тернопільська область), вихованець ДЮСШ міста Зборів, у складі якої виступав у юнацьких турнірах чемпіонату Тернопільської області. У ДЮФЛУ грав за «Тернопіль», а також за золочівський «Сокіл» в юнацькому чемпіонаті Львівської області з футболу.
Дорослу футбольну кар'єру розпочав 2015 року в «Золочеві», який виступав у чемпіонаті Тернопільської області. Потім грав за «Ниву» (Бережани). З 2016 по 2017 рік захищав кольори чортківського «Кристалу» в чемпіонаті Тернопільської області та аматорському чемпіонаті України.
Взимку 2018 року перебрався в «Агробізнес». У футболці волочиського клубу дебютував 31 березня 2018 року в переможному (2:1) домашньому поєдинку 20-го туру групи «А» Другої ліги України проти вінницької «Ниви». Іван вийшов на поле в стартовому складі, а на 57-й хвилині його замінив Микола Когут. У сезоні 2017/18 років допоміг команді стати переможцем Другої ліги. У Першій лізі України дебютував 29 липня 2018 року в нічийному (0:0) виїзному поєдинку 2-го туру проти краматорського «Авангарду». Когут вийшов на поле на 87-й хвилині, замінивши Ігора Бойчука. Дебютним голом за «Агробізнес» відзначився 7 липня 2020 року на 71-й хвилині переможного (3:2) виїзного поєдинку 20-го туру Першої ліги проти львівського «Руху». Ігор вийшов на поле на 65-й хвилині, замінивши Сергія Семенюка.

## Особисте життя
Брат, Микола, також професіональний футболіст, разом з братом виступає у львівських «Карпатах».

## Досягнення
«Агробізнес» (Волочиськ)
- Друга ліга України
  -  Чемпіон (1): 2017/18